# Torre de Ca l'Elies
La Torre de Ca l'Elies és una obra modernista de Cervera (Segarra) protegida com a Bé Cultural d'Interès Local.

## Descripció
Casa familiar situada al passeig de l'Estació, al nord del nucli antic. L'element més destacable d'aquesta casa el constitueix la torre que s'enlaira en un dels extrems de l'edifici a manera de galeria amb grans finestrals sota la forma de tribuna i amb òculs a la part superior, decorats amb traceria calada d'inspiració gòtica. Aquesta torre presenta una coberta piramidal amb rajoles de colors en forma d'escates i que constitueix l'element més singular i d'estil modernista d'aquest edifici. Altres elements a destacar són el tester corb que corona la façana així com la reixa que tanca el jardí emmarcada per dos pilars de maó rematats per sengles capitells i decorats amb petits plafons de ceràmica.